# 卢胜
卢胜（1911年11月5日—1997年9月23日），原名卢家扬，中国人民解放军中将，获朝鲜民主义人民共和国一级自由独立勋章，1955年获二级八一勋章、二级独立自由勋章、一级解放勋章，1988年获一级红星功勋荣誉章。